# Лацомба
Лацомба (груз. ლაწომბა) — село в Грузії.
За даними перепису населення 2014 року в селі проживає 20 осіб.